# Зелёный Гай (Воронежская область)
Зелёный Гай — посёлок в Бутурлиновском районе Воронежской области.
Входит в состав Березовского сельского поселения.

## География

### Улицы
- ул. Лесная,
- ул. Набережная,
- ул. Садовая.

## Население
| 2010 |
| ---- |
| 240  |